# Can't Stop the Disco
Singles de Ami Suzuki
One
(2008) Reincarnation
(2009)
Can't Stop the Disco (écrit : can't stop the DISCO) est le 10e single de Ami Suzuki sorti sous le label Avex Trax, et son 30e au total en comptant les douze sortis chez Sony Music, deux auto-produits, un spécial, et cinq collaborations (Suzuki joins…).

## Présentation
Le single sort le 24 septembre 2008 au Japon sous le label Avex Trax, écrit et produit par Yasutaka Nakata du groupe Capsule. Il atteint la 17e place du classement de l'Oricon. Il se vend à 4 655 exemplaires la première semaine, et reste classé pendant 4 semaines, pour un total de 6 357 exemplaires vendus durant cette période. Le single sort également au format "CD+DVD" avec une pochette différente et incluant un DVD contenant le clip vidéo de la chanson-titre. La chanteuse continue à adopter une pose sexy sur les pochettes du single, comme sur celles des trois précédents.
C'est la troisième collaboration entre la chanteuse et Yasutaka Nakata, après celle sur le single Free Free / Super Music Maker par "Ami Suzuki joins Yasutaka Nakata", et celle sur le précédent single, One.
La chanson-titre de Can't Stop the Disco a été utilisée comme thème musical pour une campagne publicitaire pour la marque Mister Donut. Exceptionnellement, le single ne contient pas sa version instrumentale, mais inclut à la place, en plus de la chanson en "face B" Climb Up to the Top, une nouvelle version remixée de la chanson Super Music Maker du single Free Free / Super Music Maker sorti un an auparavant. Les trois titres du single figureront aussi sur l'album Supreme Show qui sort un mois et demi plus tard.

## Liste des titres
Toutes les chansons sont écrites et composées par Yasutaka Nakata.
| 1. | Can't Stop the Disco (can't stop the DISCO)           | 5:24 |
| 2. | Climb Up to the Top (climb up to the top)             | 6:32 |
| 3. | Super Music Maker (SA'08S/A Mix) (SUPER MUSIC MAKER…) | 5:15 |

| 1. | Can't Stop the Disco (can't stop the DISCO) |  |